# Billund község
Billund község (dánul: Billund Kommune) Dánia 98 községének (kommune, helyi önkormányzattal rendelkező közigazgatási egység) egyike.
A 2007. január 1-jén életbe lépő közigazgatási reform során hozzá csatolták a korábbi Grindsted községet is.

## Települések
Települések és népességük:
- Billund (6194)
- Filskov (630)
- Grindsted (754)
- Hejnsvig (1072)
- Stenderup (665)
- Sønder Omme (1774)
- Vorbasse (1239)

### Külső hivatkozások
- Hivatalos honlap Archiválva 2007. február 2-i dátummal a Wayback Machine-ben (dán)